# Folashade Abugan
Folashade Abigeal Abugan (* 17. Dezember 1990 in Akure) ist eine nigerianische Leichtathletin, die sich auf den 400-Meter-Lauf spezialisiert hat.

## Sportliche Laufbahn
Abugan trat bereits sehr früh international in Erscheinung. Im Alter von nur 15 Jahren feierte sie erste Erfolge im Erwachsenenbereich. So kam sie bei den Commonwealth Games 2006 in Melbourne in der nigerianischen 4-mal-400-Meter-Staffel zum Einsatz, die in 3:31,83 min die Bronzemedaille hinter den Teams aus Australien und Indien gewann. Im selben Jahr erreichte sie bei den Juniorenweltmeisterschaften in Peking das Finale im 400-Meter-Lauf und belegte dort in 52,87 s den achten Rang. Mit der Staffel gewann sie dort mit neuen U20-Afrikarekord von 3:30,84 min die Silbermedaille. Im Jahr darauf siegte sie bei den Afrikaspielen in Algier mit der Staffel in 3:29,74 min und gewann über 400 Meter ihre erste Einzelmedaille im Erwachsenenbereich, als sie sich in 51,44 s die Bronzemedaille hinter der Botswanerin Amantle Montsho und ihrer Landsfrau Joy Eze sicherte. Damit qualifizierte sie sich auch erstmals für die Weltmeisterschaften in Osaka, bei denen sie mit 52,58 s in der ersten Runde ausschied und sich auch mit der Staffel in 3:27,97 min nicht für das Finale qualifizieren konnte.
2008 gewann sie bei den Afrikameisterschaften in Addis Abeba in 50,89 s die Silbermedaille hinter Montsho und siegte mit der 4-mal-400-Meter-Staffel in 3:30,07 min. Zwei Monate später wurde sie in Bydgoszcz bei den Juniorenweltmeisterschaften in 51,84 s Weltmeisterin über 400 Meter.  Anschließend startete sie bei den Olympischen Spielen in Peking, bei denen sie mit der Staffel in 3:23,74 min im Finale den siebten Rang belegte und im Einzelbewerb bis in das Halbfinale gelangte, in dem sie mit 51,30 s ausschied. 2009 siegte sie bei den Juniorenafrikameisterschaften in Bambous mit neuem Meisterschaftsrekord von 52,02 min sowie mit der Staffel. Bei den Weltmeisterschaften in Berlin zwei Wochen später schied sie im 400-Meter-Lauf mit 51,75 s in der Halbfinalrunde aus und kam mit der Staffel in 3:28,55 min auf den sechsten Platz. Bei den Afrikameisterschaften 2010 in Nairobi verteidigte sie ihren Titel mit der Staffel in 3:29,26 min erfolgreich und gewann im Einzelbewerb in 51,63 s die Bronzemedaille hinter Montsho und der Senegalesin Amy Mbacké Thiam. Im selben Jahr trat sie bei den Commonwealth Games in Neu-Delhi an. Dort gewann sie zunächst Silbermedaillen im 400-Meter-Lauf hinter Amantle Montsho aus Botswana sowie mit der 4-mal-400-Meter-Staffel. Beide Resultate wurden jedoch annulliert, nachdem sie bei einer Dopingkontrolle positiv auf die illegale Verwendung von Testosteron getestet worden war. Daraufhin wurde sie für drei Jahre bis 2013 gesperrt.
2014 nahm sie mit der Staffel an den Hallenweltmeisterschaften in Sopot teil und erreichte dort in 3:31,59 min den fünften Platz. Bei den World Relays auf den Bahamas gelangte sie in 3:23,41 min auf den dritten Rang. Anschließend nahm sie erneut an den Commonwealth Games in Glasgow teil und erreichte dort über 400 Meter in 52,33 s den vierten Platz und gewann mit der Staffel in 3:24,71 min die Silbermedaille hinter Jamaika. Daraufhin siegte sie bei den Afrikameisterschaften in Marrakesch in 51,21 s erstmals über 400 Meter und auch mit der Staffel in 3:28,87 min. Beim Leichtathletik-Continentalcup ebendort wurde sie in 51,78 s Sechste über 400 Meter und gelangte mit der afrikanischen Stafette in 3:25,51 min auf den dritten Platz. 2017 gewann sie bei den Islamic Solidarity Games in Baku sowohl mit der 4-mal-100-Meter- als auch mit der 4-mal-400-Meter-Staffel in 46,20 s bzw. 3:34,47 min die Silbermedaille. Zudem konnte sie ihren Finallauf über 400 Meter nicht beenden. Auch bei ihren vierten Commonwealth Games im australischen Gold Coast wurde sie im Vorlauf disqualifiziert. Im August siegte sie bei den Afrikameisterschaften in Asaba bereits zum vierten Mal mit der nigerianischen Staffel in 3:31,17 min. 
Von 2008 bis 2010 sowie 2014 wurde Abugan nigerianische Meisterin im 400-Meter-Lauf.

## Persönliche Bestleistungen
- 400 Meter: 50,89 s, 2. Mai 2008 in Addis Abeba
- 600 Meter: 1:28,23 min, 15. Februar 2014 in Ijebu-Ode